# Meridià 63 a l'est
El meridià 63 a l'est de Greenwich és una línia de longitud que s'estén des del pol Nord travessant l'oceà Àrtic, Àsia, l'oceà Índic, l'oceà Antàrtic i l'Antàrtida fins al pol Sud.
El meridià 63 a l'est forma un cercle màxim amb el meridià 117 a l'oest. Com tots els altres meridians, la seva longitud correspon a una semicircumferència terrestre, uns 20.003,932 km. Al nivell de l'Equador, és a una distància del meridià de Greenwich de 7.013 km.

## De Pol a Pol
Començant en el pol Nord i dirigint-se cap al pol Sud, aquest meridià travessa:
| Coordenades                             | País, territori o mar | Notes                                                 |
| --------------------------------------- | --------------------- | ----------------------------------------------------- |
| 90° 0′ N, 63° 0′ E / 90.000°N,63.000°E  | Oceà Àrtic            |                                                       |
| 81° 42′ N, 63° 0′ E / 81.700°N,63.000°E | Rússia                | Illa Eva, Terra de Francesc Josep                     |
| 81° 34′ N, 63° 0′ E / 81.567°N,63.000°E | Oceà Àrtic            |                                                       |
| 80° 53′ N, 63° 0′ E / 80.883°N,63.000°E | Rússia                | Illa Graham Bell, Terra de Francesc Josep             |
| 80° 40′ N, 63° 0′ E / 80.667°N,63.000°E | Mar de Barents        |                                                       |
| 76° 14′ N, 63° 0′ E / 76.233°N,63.000°E | Rússia                | Illa Séverni, Nova Terra                              |
| 75° 33′ N, 63° 0′ E / 75.550°N,63.000°E | Mar de Kara           |                                                       |
| 69° 42′ N, 63° 0′ E / 69.700°N,63.000°E | Rússia                |                                                       |
| 54° 6′ N, 63° 0′ E / 54.100°N,63.000°E  | Kazakhstan            |                                                       |
| 43° 37′ N, 63° 0′ E / 43.617°N,63.000°E | Uzbekistan            |                                                       |
| 39° 40′ N, 63° 0′ E / 39.667°N,63.000°E | Turkmenistan          |                                                       |
| 35° 25′ N, 63° 0′ E / 35.417°N,63.000°E | Afganistan            |                                                       |
| 29° 26′ N, 63° 0′ E / 29.433°N,63.000°E | Pakistan              | Balutxistan                                           |
| 27° 12′ N, 63° 0′ E / 27.200°N,63.000°E | Iran                  |                                                       |
| 26° 39′ N, 63° 0′ E / 26.650°N,63.000°E | Pakistan              | Balutxistan                                           |
| 25° 12′ N, 63° 0′ E / 25.200°N,63.000°E | Oceà Índic            | Passa a l'est de l'illa Rodrigues, Maurici            |
| 60° 0′ S, 63° 0′ E / 60.000°S,63.000°E  | Oceà Antàrtic         |                                                       |
| 67° 36′ S, 63° 0′ E / 67.600°S,63.000°E | Antàrtida             | Territori Antàrtic Australià, reclamada per Austràlia |